# Catahya
Catahya, bildad 2003, var en spel- och fantastikförening som var ansluten till Sverok (Sveriges roll- och konfliktspelsförbund). Föreningen drev ett internetbaserat fantastikcommunity på sin webbplats, som fungerade som en samlingsplats för personer med intresse för fantastik i olika former, med särskilt fokus på litteratur, musik, film och spel. I mitten av 00-talet var det Sverigest största samlingsplats för fantasy på internet. Catahya lades ner 2018.
Catahya startade som webbplats 2002, innan föreningen tillkom, med fokus på fantasy. Även om den också handlade om spel, musik, lajv och film var fanns ett huvudsakligt fokus på litteratur. Senare kom webbplatsen också att handla om skräck och science fiction. Många svenska fantasyförfattare var aktiva på Catahya och sajten kom att fostra många som på olika sätt senare skulle bli del av den svenska fantasyscenen.
Föreningen publicerade även fantastiknovellantologier (Drömskärvor släpptes 2004, Vinter & hav 2007,Tecken i aska och eld 2008, Vansinnesverk 2011, Efter slutet 2017) och gav ut två skivor, Chain of Command och Timewave Zero. Föreningen delade ut ett årligt novellpris till bästa svenskspråkiga fantastiknovell publicerad under föregående år.